# Humberto Norambuena
Humberto Norambuena Zárate (Santiago de Chile, 2 de septiembre de 1961) es un deportista chileno que compitió en taekwondo.
Ganó una medalla de plata en el Campeonato Mundial de Taekwondo de 1989, y una medalla de oro en el Campeonato Panamericano de Taekwondo de 1988. Fue luchador de artes marciales mixtas entre 2014 y 2016. Fundó la disciplina Jinsildo en 2018.

## Palmarés internacional
| Campeonato Mundial      | Campeonato Mundial   | Campeonato Mundial | Campeonato Mundial |
| Año                     | Lugar                | Medalla            | Categoría          |
| ----------------------- | -------------------- | ------------------ | ------------------ |
| 1989                    | Seúl (Corea del Sur) | Medalla de plata   | –76 kg             |
| Campeonato Panamericano |                      |                    |                    |
| Año                     | Lugar                | Medalla            | Categoría          |
| 1988                    | Lima (Perú)          | Medalla de oro     | –76 kg             |